# 吉诺·科劳西
吉诺·科劳西（義大利語：Gino Colaussi，1914年3月4日—1991年7月27日），意大利男子足球运动员，场上位置是前锋。他曾代表意大利参加1938年国际足联世界杯，结果获得冠军。